# Strażnica WOP Ściborzyce

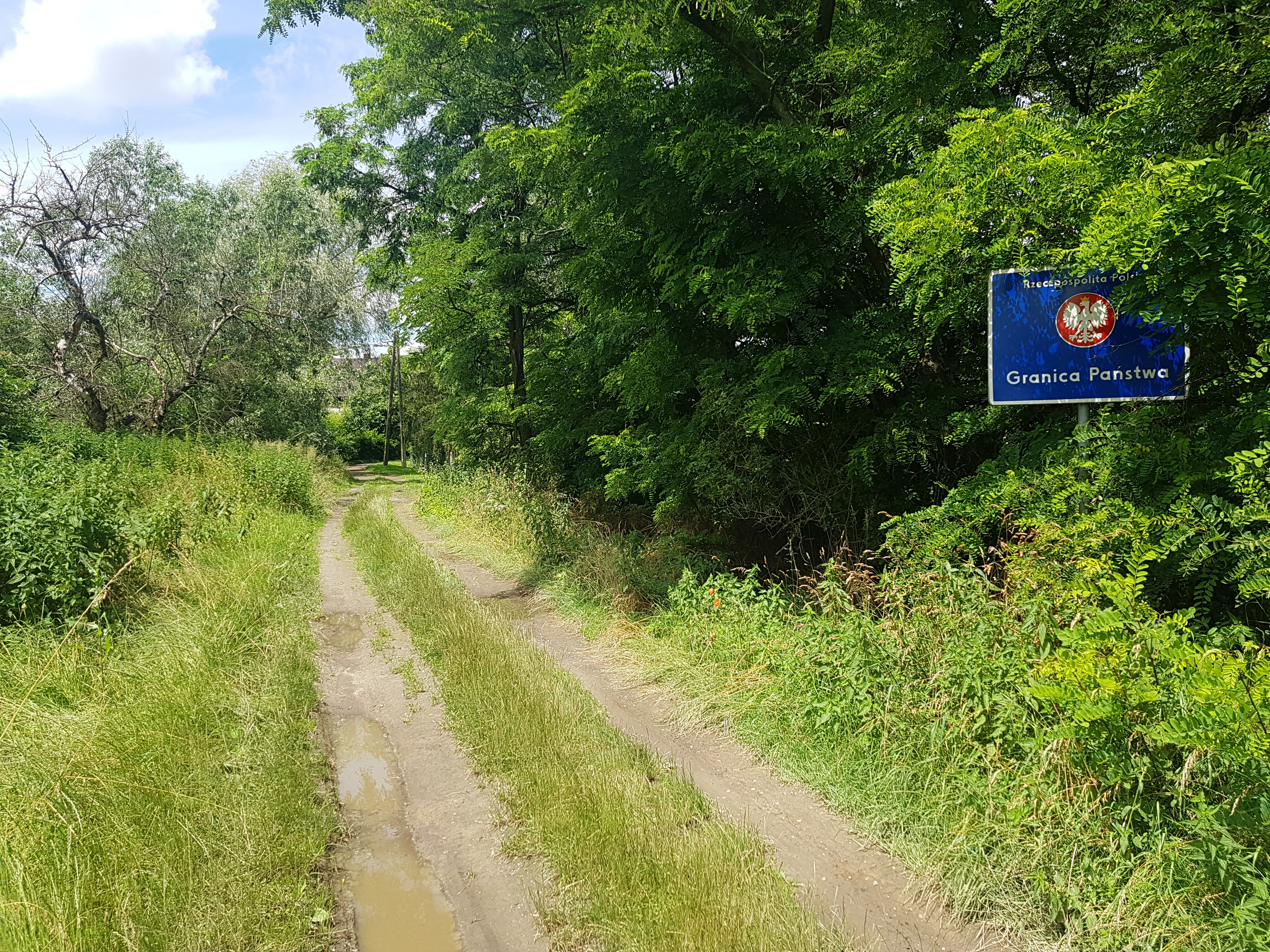
Granica polsko-czeska, byłe przejście graniczne Ściborzyce Wielkie-Rohov (lipiec 2020)

Strażnica Wojsk Ochrony Pogranicza Rozumice/Ściborzyce Wielkie – zlikwidowany podstawowy pododdział Wojsk Ochrony Pogranicza pełniący służbę graniczną na granicy polsko-czechosłowackiej.

## Formowanie i zmiany organizacyjne
Strażnica została sformowana w 1945 w strukturze 46 komendy odcinka Racibórz jako 214 strażnica WOP (Rozumice) o stanie 56 żołnierzy. Kierownictwo strażnicy stanowili: komendant strażnicy, zastępca komendanta do spraw polityczno-wychowawczych i zastępca do spraw zwiadu. Strażnica składała się z dwóch drużyn strzeleckich, drużyny fizylierów, drużyny łączności i gospodarczej. Etat przewidywał także instruktora do tresury psów służbowych oraz instruktora sanitarnego.
W latach 40. XX wieku 214 strażnica WOP Rozumice została przeniesiona z Rozumic do Ściborzyc Wielkich w wyniku czego, przy kolejnych reorganizacjach została nazwana jako strażnica WOP Ściborzyce. W 1947 włączono strażnicę nr 214 w struktury 47 komendy odcinka. W związku z reorganizacją oddziałów WOP, 24 kwietnia 1948 strażnica została włączona w struktury 67 batalionu OP, a 1 stycznia 1951 43 batalionu WOP w Raciborzu. Od 15 marca 1954 wprowadzono nową numerację strażnic, a strażnica WOP Ściborzyce otrzymała nr 222 w skali kraju. W 1956 rozpoczęto numerowanie strażnic na poziomie brygady. Strażnica II kategorii Ściborzyce była 12 w 4 Brygadzie Wojsk Ochrony Pogranicza. 31 grudnia 1959 była jako 14 strażnica WOP IV kategorii Ściborzyce Wielkie. W 1961 włączona została w struktury WOP Głubczyce. 1 stycznia 1964 była jako 15 strażnica WOP lądowa IV kategorii Ściborzyce Wielkie. W 1976, w związku z przejściem na dwuszczeblowy system dowodzenia, strażnicę podporządkowano bezpośrednio pod sztab Górnośląskiej Brygady WOP w Gliwicach.
13 grudnia 1981 po wprowadzeniu stanu wojennego na terytorium kraju, dowódca GB WOP wewnętrznym rozkazem w miejscu stacjonowania poszczególnych batalionów, utworzył tzw. „wysunięte stanowiska dowodzenia” (zalążek przyszłych batalionów granicznych), którym podporządkował strażnice znajdujące się na odcinkach dawnych batalionów granicznych. Brygada wykonywała zadania ochrony granicy i bezpieczeństwa państwa wynikające z dekretu o wprowadzeniu stanu wojennego.
W 2. połowie 1984 strażnicę WOP Ściborzyce włączono w struktury utworzonego batalionu granicznego WOP im. Bohaterów Powstań Śląskich w Raciborzu, jako strażnica WOP lądowa rozwinięta w Ściborzycach Wielkich.
Strażnica WOP Ściborzyce Wielkie funkcjonowała do 1986, kiedy to została rozformowana. Ochraniany przez strażnicę odcinek granicy państwowej, przejęła strażnica WOP Kietrz.
W latach 1986–1990 była strażnicą szkolną podlegającą bezpośrednio pod sztab GB WOP, natomiast w okresach letnich  obiekt wykorzystywany był jako Ośrodek Kolonijny Górnośląskiej Brygady WOP.
Położenie strzelnicy strażnicy WOP Ściborzyce Wielkie → 50°00′35″N 18°02′28″E/50,009806 18,041139.

## Ochrona granicy
W 1960 14 strażnica WOP Ściborzyce IV kategorii ochraniała odcinek granicy państwowej o długości 15682 m:
- Włącznie znak graniczny nr 51/11, wyłącznie znak gran. nr IV/61.
- W okresie zimowym pas śnieżny sprawdzany był minimum: na głównym kierunku dwukrotnie, na pozostałym raz w ciągu doby.
- Współdziałała w zabezpieczeniu granicy państwowej z:
  - strażnice WOP w: Kietrzu i Pilszczu
  - Sekcja Zwiadu WOP w Raciborzu
- W ochronie granicy dowódcy strażnicy ściśle współpracowali ze swoimi odpowiednikami tj. naczelnikami placówek OSH (Ochrana Statnich Hranic) CSRS:
  - Sudice
  - Oldřišov.

1 stycznia 1964 na ochranianym odcinku funkcjonowały przejścia graniczne małego ruchu granicznego (mrg) w których kontrolę graniczną i celną osób, towarów oraz środków transportu wykonywała załoga strażnicy:
- Ściborzyce Wielkie-Hněvošice
- Ściborzyce Wielkie-Rohov
- Ściborzyce Wielkie-Sudice.

## Wydarzenia
- 1956 – koniec czerwca, początek lipca w okresie tzw. „wypadków poznańskich”, przy linii granicznej i w strefie działania, odnajdywano pakunki zawierające ulotki z tzw. „bibułą”, przytwierdzone do balonów leżących na ziemi[9]. W związku z masowością zjawiska, żołnierze otrzymali zezwolenie na użycie broni, celem zestrzelenia nisko przelatujących balonów (nawet jeśli znajdowały się na terytorium czechosłowackim, ale w zasięgu ognia – to samo czynili pogranicznicy czechosłowaccy)[10].
- 13 grudnia 1981–22 lipca 1983 – (stan wojenny w Polsce), normę służby granicznej dla żołnierzy podwyższono z 8 do 12 godzin na dobę. Ścisłą kontrolą objęto całą strefę nadgraniczną. W stan gotowości były postawione pododdziały odwodowe[11].

## Strażnice sąsiednie
- 213 strażnica WOP Katscher ⇔ 215 strażnica WOP Pilszcz – 1946
- 221 strażnica WOP Kietrz ⇔ 223 strażnica WOP Pilszcz – 1954
- 11 strażnica WOP Kietrz II kat. ⇔ 13 strażnica WOP Pilszcz II kat. – 1956
- 15 strażnica WOP Kietrz IV kat. ⇔ 13 strażnica WOP Pilszcz IV kat. – 01.01.1960
- 16 strażnica WOP Kietrz lądowa IV kat. ⇔ 14 strażnica WOP Pilszcz lądowa IV kat. – 01.01.1964
- strażnica WOP lądowa rozwinięta kat. II w Kietrzu ⇔ strażnica WOP lądowa rozwinięta kat. I w Pilszczu – 1984–1986.

## Dowódcy/komendanci strażnicy
- ppor. Władysław Piwowar
- Jan Muryjas (13.02.1951–14.02.1952)[d][12]
- Henryk Nowakowski (15.02.1952–14.03.1953)[13]
- ppor. Kazimierz Gleń (15.03.1953–14.12.1954)[14]
- kpt. Wacław Nowak (był 1976[15]–1986) – do rozformowania

Szef strażnicy szkolnej:
- chor. Lucjan Markiewicz (1986–1990) – do rozformowania.